# Pilisszentiván, Pesta
Pilisszentiván  este un sat în districtul Pilisvörösvár, județul Pesta, Ungaria, având o populație de 4.143 de locuitori (2011). 

## Demografie
Componența etnică a satului Pilisszentiván
     Maghiari (77,03%)
     Germani (21,63%)
     Necunoscut (0,88%)
     Alții (0,46%)
Componența confesională a satului Pilisszentiván
     Romano-catolici (51,53%)
     Fără religie (11,75%)
     Reformați (5,38%)
     Necunoscută (29,33%)
     Alte religii (3,19%)
Conform recensământului din 2011, satul Pilisszentiván avea 4.143 de locuitori. Din punct de vedere etnic, majoritatea locuitorilor (77,03%) erau maghiari, cu o minoritate de germani (21,63%). Apartenența etnică nu este cunoscută în cazul a 0,88% din locuitori.  Din punct de vedere confesional, majoritatea locuitorilor (51,53%) erau romano-catolici, existând și minorități de persoane fără religie (11,75%) și reformați (5,38%). Pentru 29,33% din locuitori nu este cunoscută apartenența confesională.